# Białobiel
Białobiel (prononciation : [bjaˈwɔbjɛl]) est un village polonais de la gmina de Lelis dans le powiat d'Ostrołęka de la voïvodie de Mazovie dans le centre-est de la Pologne.
Il se situe à environ 8 kilomètres au sud de Lelis (siège de la gmina), 6 kilomètres au nord d'Ostrołęka (siège du powiat) et à 108 kilomètres au nord de Varsovie (capitale de la Pologne).
Le village compte approximativement une population de 270 habitants en 2006.

## Histoire
De 1975 à 1998, le village appartenait administrativement à la voïvodie d'Ostrołęka.